# Zeche Mühlmannsbank
Die Zeche Mühlmannsbank ist ein ehemaliges Steinkohlenbergwerk in Essen-Heisingen. Das Bergwerk war mit Unterbrechungen etwa 90 Jahre in Betrieb.

## Geschichte

### Mühlmannsbank
Am 5. Juli 1782 verlieh der Abt von Werden die Konzession für das bereits angefangene Kohlenbergwerk, das sich in Mühlmannshof befand, damit es weiter bergmännisch bearbeitet werden konnte. Die Konzession wurde an Johann Mühlmann erteilt. Im Jahr 1802 wurde das Bergwerk in Fristen erhalten. Am 11. März des Jahres 1808 wurde die Berechtsame beim Bergamt angemeldet. Am 9. Dezember des Jahres 1822 wurde eine Mutung auf das Tiefste der Grube eingelegt. Am 25. April 1827 wurde der Tagestrieb über der alten Stollensohle angesetzt, anschließend wurde weiter Abbau betrieben. Die Kohle wurden zur Kohlenniederlage an der Ruhr transportiert. Ende Dezember 1834 wurde das Bergwerk stillgelegt. In den Jahren 1836 und 1837 lag das Bergwerk in Fristen und im Jahr 1850 war das Bergwerk nachweislich wieder in Betrieb. Im Jahr 1858 waren zwei Stollen in Förderung. In den Jahren 1863, 1865 und 1866 war das Bergwerk in Betrieb. Im darauffolgenden Jahr wurde die Zeche Mühlmannsbank Nr. I mit dem dazugehörigen Schacht übernommen. Im Jahr 1872 konsolidierte die Zeche Mühlmannsbank mit weiteren Zechen zur Zeche Vereinigte Flor & Flörchen.
Die ersten bekannten Förder- und Belegschaftszahlen des Bergwerks stammen aus dem Jahr 1830, damals wurden mit zehn Bergleuten 66.718 Scheffel Steinkohle gefördert. Die letzten Förder- und Belegschaftszahlen des Bergwerks stammen aus dem Jahr 1861, in dem mit zwölf Bergleuten 1027 preußische Tonnen Steinkohle gefördert wurden.

### Mühlmannsbank Nr. I
Im Jahr 1839 war eine Kohlenniederlage an der Ruhr vorhanden. Am 12. Juli des Jahres 1842 wurde vom Bergamt eine erneute Inaugenscheinnahme angeordnet. Im Jahr 1848 erfolgte dann die Inaugenscheinnahme. Im Jahr 1850 wurde ein Tiefbauschacht geteuft und ein Stollen neben dem Stollen der Zeche Mühlmannsbank aufgefahren. Im Jahr darauf erfolgte die erneute Belehnung. Das Bergwerk war anschließend mittels Stollenbau in Betrieb. Am 22. April des Jahres 1852 erfolgte die Vermessung und Verlochsteinung des Grubenfeldes. Am 22. Juli des Jahres 1855 wurde ein Längenfeld verliehen, bereits vor dem Jahr 1855 wurde die Berechtsame der Zeche Carl verliehen. Die einzigen bekannten Belegschaftszahlen des Bergwerks stammen aus dem Jahr 1858, damals waren acht Bergleute auf dem Bergwerk beschäftigt. In den Jahren 1857 bis 1860 wurde weiter Abbau betrieben. Im Jahr 1864 wurde der Schacht bis zum Liegenden der Mulde tiefergeteuft. Im Jahr 1867 wurde die Zeche Mühlmannsbank Nr. I wegen Wassereinbrüchen stillgelegt und die Berechtsame von der Zeche Mühlmannsbank übernommen.

### Carl
Über die Zeche Carl wird nur sehr wenig berichtet. Am 20. März des Jahres 1847 wurde ein Längenfeld verliehen. Ob das Bergwerk jemals in Betrieb war, ist unbekannt. Bereits vor dem Jahr 1855 wurde die Berechtsame Carl an die Zeche Mühlmannsbank Nr. I verliehen.